# 銀座黒猫物語
銀座黒猫物語（ぎんざくろねこものがたり）は、カンテレで2020年7月17日(16日深夜)から同年9月18日まで『カンテレドラマらぼ』で放送されたテレビドラマ。

## 解説
東京の名だたる繁華街・銀座を住処とする一匹の黒猫が人生にさまよえる人々を実在する店に導いていくところから物語は始まる。“銀座”で繰り広げられる市井の人々を描いた心温まる物語。
全編、ソニーのデジタルカメラ「α7 III」を使って4KHDRで撮影されている。

## 出演者
黒猫（ストーリーテラー）
山寺宏一（声の出演）
第1話『煉瓦亭』
主演：吉沢悠
第2話『銀座夏野』
主演：岡本夏美
第3話『はち巻岡田』
主演：大東駿介
第4話『松﨑煎餅』
主演：永尾まりや
第5話『壹番館洋服店』
主演：佐野岳
第6話『奈可久』
主演：秋元才加
第7話『萬福』
主演：ねんど大介
第8話『中村活字』
主演：矢野浩二
第9話『Bar yu-nagi』
主演：矢作穂香
最終話『奥野ビル』
主演：竹財輝之助

## 放送日程
※放送日時はカンテレ基準
| 各話   | 放送日        | サブタイトル | 主演       | 共演                                                                                 |
| ------ | ------------- | ------------ | ---------- | ------------------------------------------------------------------------------------ |
| 第1話  | 2020年7月17日 | 煉瓦亭       | 吉沢悠     | 高陽子、鴇田蒼太郎、川口和空、増田修一朗、長谷川初範                                 |
| 第2話  | 2020年7月24日 | 銀座夏野     | 岡本夏美   | 水石亜飛夢、吉田ウーロン太、菅野久夫、牧田哲也、秋山ゆずき                           |
| 第3話  | 2020年7月31日 | はち巻岡田   | 大東駿介   | 吉谷彩子、細井学、松浦佐知子、小西桜子、柴田明良、おかやまはじめ                     |
| 第4話  | 2020年8月7日  | 松﨑煎餅     | 永尾まりや | 野田美桜、瀬戸さおり、大和孔太、Naggy、山際絵礼奈、宮崎吐夢                          |
| 第5話  | 2020年8月14日 | 壹番館洋服店 | 佐野岳     | 竹森千人、伊藤優衣、入江崇史、村松利史                                               |
| 第6話  | 2020年8月21日 | 奈可久       | 秋元才加   | 結木滉星、内倉憲二、渡辺舞、生島勇輝                                                 |
| 第7話  | 2020年8月28日 | 萬福         | ねんど大介 | 森田哲矢・東ブクロ（さらば青春の光）、佐藤貴史、伊島空、吉村卓也、篠原悠伸、梅垣義明 |
| 第8話  | 2020年9月4日  | 中村活字     | 矢野浩二   | 山本浩司、吉岡睦雄、垣雅之、桜木健一                                                 |
| 第9話  | 2020年9月11日 | Bar yu-nagi  | 矢作穂香   | 朝井大智、水越朝弓、芹澤興人                                                         |
| 最終話 | 2020年9月18日 | 奥野ビル     | 竹財輝之助 | 喜多乃愛、田中美麗、栗原航太、根岸季衣                                               |

## 放送局
| 放送対象地域 | 放送局         | 系列           | 放送時間                          | 放送期間                      | 備考         |
| ------------ | -------------- | -------------- | --------------------------------- | ----------------------------- | ------------ |
| 関西広域圏   | カンテレ       | フジテレビ系列 | 毎週金曜日0:25 - 0:55（木曜深夜） | 2020年7月17日 - 2020年9月18日 | 制作局       |
| 東京都       | TOKYO MX1      | 独立UHF局      | 毎週火曜日20:26 - 20:56           | 2020年7月21日 - 2020年9月29日 | 11日遅れ     |
| 中京広域圏   | 東海テレビ     | フジテレビ系列 | 毎週木曜日1:02 - 1:32（水曜深夜） | 2020年7月30日 -               | 13日遅れ     |
| 青森県       | 青森テレビ     | TBS系列        | 毎週火曜日0:59 - 1:29（月曜深夜） | 2020年8月11日 -               | 25日遅れ     |
| 秋田県       | 秋田放送       | 日本テレビ系列 | 毎週木曜日1:24 - 1:54（水曜深夜） | 2021年7月8日 - 2021年9月9日   | 1年遅れ      |
| 北海道       | 北海道文化放送 | フジテレビ系列 | 毎週木曜日0:45 - 1:15（水曜深夜） | 2021年9月2日 -                | 1年2か月遅れ |

## スタッフ
- 脚本監修:山岡潤平
- 脚本:本田隆一、伊澤理絵、染井為人
- 演出:本田隆一、的場政行、二宮孝平
- 音楽:大下一樹、平山りな、安本健人
- テーマ曲:JABBERLOOP『銀座黒猫物語のテーマ』
- 動物プロ：エムドックス
- お店紹介ナレーション：上住谷崇
- 撮影協力：煉瓦亭、全銀座会、銀座街づくり会議・銀座デザイン協議会、銀座ソニーパーク
- 技術協力：ソニー、ソニーイメージングプロダクツ&ソリューションズ
- 美術協力：KHKアート
- プロデューサー：松村尚、清家優輝
- 特別協力：bilibili
- 制作プロダクション:ファインエンターテイメント
- 制作著作:ソニー・ピクチャーズエンタテインメント、カンテレ